# Campanula ficarioides
Campanula ficarioides es una especie de plantas con flores perteneciente a la familia de las campanuláceas. Es originaria de España y Francia donde se encuentra en los Pirineos.

## Taxonomía
Campanula ficarioides fue descrita por Pierre Marguérite Édouard Timbal-Lagrave y publicado en Mémoires de l'Académie des Sciences, Inscriptions et Belles-Lettres de Toulouse 6: 33. 1862.
Etimología
Campanula: nombre genérico diminutivo del término latíno campana, que significa "pequeña campana", aludiendo a la forma de las flores.
ficarioides: epíteto latino compuesto que significa "similar a ficaria"
Sinonimia
- Campanula gautieri Jeanb. & Timb.-Lagr.
- Campanula linifolia subsp. ficarioides (Timb.-Lagr.) Nyman
- Campanula pusilla subsp. ficarioides (Timb.-Lagr.) Rouy
- Campanula pusilla var. gautieri (Jeanb. & Timb.-Lagr.) Rouy[3][4]